# Ardisia brasiliensis
Ardisia brasiliensis là một loài thực vật có hoa trong họ Anh thảo. Loài này được Spreng. mô tả khoa học đầu tiên năm 1824.